# Panorâmica (Montes Claros)
Panorâmica é um distrito do município brasileiro de Montes Claros, no interior do estado de Minas Gerais. Segundo o censo demográfico de 2022, realizado pelo Instituto Brasileiro de Geografia e Estatística (IBGE), sua população era de 153 habitantes e havia 73 domicílios particulares permanentes ocupados. Possui área de 59,53 km² conforme a Fundação João Pinheiro (FJP).
De acordo com o IBGE, em 2010 a população era de 196 habitantes e havia 116 domicílios particulares.
Foi criado pela lei estadual nº 6.769 de 13 de maio de 1976, a partir do povoado de Vista Alegre.